# 國道9號 (阿根廷)
國道9號（西班牙語：Ruta Nacional 9）是阿根廷的一條國道，全長1,967公里。
道路北起與玻利维亚接壤的胡胡伊省的拉基亞卡，斜貫大查科，經過阿根廷多個主要城市，包括圣萨尔瓦多-德胡胡伊、薩爾塔、聖米格爾-德圖庫曼、科爾多瓦、羅薩里奧，最後以首都布宜諾斯艾利斯為終點。